# Plainfield (hrabstwo Waushara)
Plainfield – wieś w Stanach Zjednoczonych, w stanie Wisconsin, w hrabstwie Waushara.